# Чабуа Амираджиби
Чабуа Амираджиби (на грузински: მზეჭაბუკ ამირეჯიბი) е грузински съветски писател, автор на произведения в жанровете съвременен и исторически роман, класик на грузинската литература на ХХ век.

## Биография и творчество
Мзехабук (Чабуа) Ираклиевич Амираджиби е роден на 18 ноември 1921 г. в Тифлис, ЗСФСР, в семейството на юрист, произхождащ от княжески род. Баща му е репресиран и разстрелян, а майка му с децата преживява години в съветските лагери. По време на Втората световна война е мобилизиран в Червената армия, но е уволнен заради произхода си.
През 1944 г. заради участие в патриотичната студентска политическа група „Белый Георгий“ е осъден на 25 години затвор и е изпратен в ГУЛАГ в Сибир. Има три бягства от лагерите. При третия път ползва фалшиви документи и отива в Беларус, където става директор на завод. При командировка в СССР е разкрит и върнат в лагера. Активно участва във въстанието на затворниците в лагера „Горлаг“ в Норилск. После е изпратен в лагера „Берлаг“ в района на Колима. Получава общо две смъртни присъди. Реабилитиран е и е освободен през 1959 г.
От 1960 г. се занимава с литературна дейност. Първата му книга е сборник разкази публикуван през 1962 г.
Най-известният му роман е „Дата Туташхиа“ публикуван в периода 1973 – 1975 г. в списание „Цискари“. Главният герой е благородният разбойник Дата Туташхиа, който се бори срещу руската империя и прекарва години в преследване от царската полиция. Смисълът на живота му е да прави добрини на хората, а тях самите – по-съвършени. Романът е публикуван едва след личната намеса на ръководителя на грузинската комунистическа партия Едуард Шеварднадзе. Той става литературна сензация и е издаден в много страни по света. През 1977 г. е екранизиран в едноименния телевизионен сериал (излъчен и като „Берега“) с участието на Отар Мегвинетухуцеси, Тенгиз Арчавзе и Юри Ярвет. Сценарият по романа е на Амираджиби, за който през 1981 г. получава Държавната награда на СССР.
За творчеството си писателят е удостоен с най-високите граждански отличия на Грузия и има няколко руски и международни литературни награди.
Работил е и като главен редактор на „Обновлённая Иверия“, участвал е в редакционния съвет на списание „Детектив и политика“. В периода 1992 – 1995 г. е заместник на грузинския парламент. През 2010 г. открито се противопоставя на управлението на Михаил Саакашвили. През същата година приема монашество към Грузинската православна църква под името Давид.
Има три брака. Последно е женен за Тамара Джавахишвили.
Чабуа Амираджиби умира на 12 декември 2013 г. в Тбилиси, Грузия. Погребан е в Пантеон „Мтацминда“.
На негово име е кръстен грузински танкер произведен през 2006 г. в Южна Корея.

## Произведения

### Самостоятелни романи
- „Дата Туташхиа“, роман (груз. დათა თუთაშხია) (1973 – 1975), авторски превод на руски (1976) – награда „Шота Руставели“ (1982)
Дата Туташхиа, изд.: „Народна култура“, София (1980, 1983), прев. Мария Хаджиева
- „Гора Мборгали“, роман (груз. გორა მბორგალი) (1995), авторски превод на руски (1996)
- „Георгий Блистательный“ (груз. გიორგი ბრწყინვალე) (2005)

### Разкази и новели
- „Мой дядя – сапожник“ (груз. მოთხრობები „ჩემი მეჯღანე ბიძა“) (1963)
- „Исповедь быка“ (груз. ხარის აღსარება) (1964)
- „Георгий Бурдули“ (груз. გიორგი ბურდული) (1965)

### Екранизации
- 1960 Велосипеди – ТВ филм
- 1969 Titoeulis movaleoba – анимационен
- 1977 Дата Туташхиа / Берега – ТВ сериал